# Tammistu (Hiiumaa)
Koordinaten: 58° 54′ N, 22° 22′ O
Tammistu ist ein Dorf (estnisch küla) in der Landgemeinde Hiiumaa (2013 bis 2017: Landgemeinde Hiiu, davor Landgemeinde Kõrgessaare) auf der zweitgrößten estnischen Insel Hiiumaa (deutsch Dagö).
Tammistu (deutsch Tammisto) hat zwei Einwohner (Stand 31. Dezember 2011).
Der Ort liegt im Südosten der Halbinsel Kõpu (Kõpu poolsaar) direkt an der Ostsee.